# Parmentiera cereifera
Parmentiera cereifera – gatunek drzewa z rodziny bignoniowatych. Gatunek pochodzi z Ameryki Środkowej, występuje powszechnie w tropikach.

## Morfologia
PokrójWieczniezielone drzewo osiągające do 15 m wysokości, o pokroju krzewiastym. Gałęzie bez cierni.
LiścieNaprzeciwległe,  z trzema eliptycznymi listkami o długości do 7 cm, brzegi blaszek liściowych piłkowane.
KwiatyKielichowate, płatki zielonkawobiałe, pomarszczone. Kwitną nocą, wydzielają piżmowy zapach przywabiający nietoperze.
OwocePodłużne, gładkie, o długości od 30 do 130 cm i grubości do 2,5 cm. Kształtem przypominają świece, stąd zwyczajowe nazwy typu "drzewo świeczkowe".

## Zastosowanie
- Owoce są jadalne zarówno na surowo, jak i po ugotowaniu.